# Miśka likarnia (stacja szybkiego tramwaju)
Miśka likarnia (ukr. Міська лікарня) – naziemna stacja szybkiego tramwaju w Krzywym Rogu na Ukrainie. Została otwarta 19 maja 2001 r.
Ponieważ początek budowy zbiegł się z czasem kryzysu gospodarczego na Ukrainie (lata 90. XX wieku), projekt stacji znacznie okrojono: zastosowano wąskie i krótkie (45 metrów) perony oraz krótkie zadaszenia. Wyjście do miasta umożliwia przejście podziemne z kasami biletowymi.
Stacja znajduje się w pobliżu mikrorejonów Soniacznego, Schidnego-2, Schidnego-3 i kompleksu szpitala miejskiego nr 2.